# Wereldkampioenschap superbike van Donington 2018
Het wereldkampioenschap superbike van Donington 2018 was de zesde ronde van het wereldkampioenschap superbike en het wereldkampioenschap Supersport 2018. De races werden verreden op 26 en 27 mei 2018 op Donington Park in North West Leicestershire, Verenigd Koninkrijk.

## Superbike

### Race 1
| Pos | Nr | Rijder                | Constructeur | Rondes | Tijd        | Grid | Punten |
| --- | -- | --------------------- | ------------ | ------ | ----------- | ---- | ------ |
| 1   | 60 | Michael van der Mark  | Yamaha       | 23     | 33:56.530   | 6    | 25     |
| 2   | 1  | Jonathan Rea          | Kawasaki     | 23     | +1.136      | 2    | 20     |
| 3   | 66 | Tom Sykes             | Kawasaki     | 23     | +2.193      | 1    | 16     |
| 4   | 22 | Alex Lowes            | Yamaha       | 23     | +6.642      | 5    | 13     |
| 5   | 32 | Lorenzo Savadori      | Aprilia      | 23     | +7.331      | 4    | 11     |
| 6   | 50 | Eugene Laverty        | Aprilia      | 23     | +13.374     | 7    | 10     |
| 7   | 76 | Loris Baz             | BMW          | 23     | +15.992     | 3    | 9      |
| 8   | 7  | Chaz Davies           | Ducati       | 23     | +18.532     | 9    | 8      |
| 9   | 91 | Leon Haslam           | Kawasaki     | 23     | +20.478     | 11   | 7      |
| 10  | 2  | Leon Camier           | Honda        | 23     | +20.634     | 13   | 6      |
| 11  | 81 | Jordi Torres          | MV Agusta    | 23     | +22.503     | 14   | 5      |
| 12  | 21 | Michael Ruben Rinaldi | Ducati       | 23     | +33.250     | 15   | 4      |
| 13  | 36 | Leandro Mercado       | Kawasaki     | 23     | +33.771     | 18   | 3      |
| 14  | 28 | Bradley Ray           | Suzuki       | 23     | +36.715     | 10   | 2      |
| 15  | 99 | P.J. Jacobsen         | Honda        | 23     | +38.850     | 19   | 1      |
| 16  | 45 | Jacob Gagne           | Honda        | 23     | +42.536     | 21   |        |
| 17  | 41 | Luke Mossey           | Kawasaki     | 23     | +42.682     | 16   |        |
| 18  | 37 | Ondřej Ježek          | Yamaha       | 23     | +47.849     | 17   |        |
| 19  | 40 | Román Ramos           | Kawasaki     | 23     | +50.256     | 20   |        |
| 20  | 94 | Niccolò Canepa        | Yamaha       | 23     | +52.188     | 24   |        |
| 21  | 54 | Toprak Razgatlıoğlu   | Kawasaki     | 23     | +55.588     | 8    |        |
| 22  | 33 | Marco Melandri        | Ducati       | 23     | +1:19.859   | 12   |        |
| 23  | 44 | Gino Rea              | Suzuki       | 23     | +1:36.779   | 23   |        |
| DNF | 12 | Javier Forés          | Ducati       | 10     | Uitgevallen | 22   |        |
| DNF | 55 | Mason Law             | Kawasaki     | 0      | Uitgevallen | 25   |        |

### Race 2
| Pos | Nr | Rijder                | Constructeur | Rondes | Tijd           | Grid | Punten |
| --- | -- | --------------------- | ------------ | ------ | -------------- | ---- | ------ |
| 1   | 60 | Michael van der Mark  | Yamaha       | 23     | 34:02.406      | 6    | 25     |
| 2   | 54 | Toprak Razgatlıoğlu   | Kawasaki     | 23     | +2.328         | 8    | 20     |
| 3   | 1  | Jonathan Rea          | Kawasaki     | 23     | +2.614         | 2    | 16     |
| 4   | 22 | Alex Lowes            | Yamaha       | 23     | +2.894         | 5    | 13     |
| 5   | 7  | Chaz Davies           | Ducati       | 23     | +4.797         | 9    | 11     |
| 6   | 66 | Tom Sykes             | Kawasaki     | 23     | +8.224         | 1    | 10     |
| 7   | 32 | Lorenzo Savadori      | Aprilia      | 23     | +9.169         | 4    | 9      |
| 8   | 2  | Leon Camier           | Honda        | 23     | +18.488        | 13   | 8      |
| 9   | 81 | Jordi Torres          | MV Agusta    | 23     | +19.964        | 14   | 7      |
| 10  | 76 | Loris Baz             | BMW          | 23     | +20.207        | 3    | 6      |
| 11  | 33 | Marco Melandri        | Ducati       | 23     | +23.803        | 12   | 5      |
| 12  | 36 | Leandro Mercado       | Kawasaki     | 23     | +28.845        | 18   | 4      |
| 13  | 45 | Jacob Gagne           | Honda        | 23     | +29.741        | 21   | 3      |
| 14  | 41 | Luke Mossey           | Kawasaki     | 23     | +31.156        | 16   | 2      |
| 15  | 28 | Bradley Ray           | Suzuki       | 23     | +33.321        | 10   | 1      |
| 16  | 99 | P.J. Jacobsen         | Honda        | 23     | +34.175        | 19   |        |
| 17  | 37 | Ondřej Ježek          | Yamaha       | 23     | +47.350        | 17   |        |
| 18  | 94 | Niccolò Canepa        | Yamaha       | 23     | +47.701        | 24   |        |
| 19  | 44 | Gino Rea              | Suzuki       | 23     | +57.365        | 23   |        |
| DNF | 55 | Mason Law             | Kawasaki     | 16     | Uitgevallen    | 25   |        |
| DNF | 50 | Eugene Laverty        | Aprilia      | 15     | Uitgevallen    | 7    |        |
| DNF | 40 | Román Ramos           | Kawasaki     | 14     | Uitgevallen    | 20   |        |
| DNF | 12 | Javier Forés          | Ducati       | 13     | Uitgevallen    | 22   |        |
| DNF | 91 | Leon Haslam           | Kawasaki     | 8      | Schade ongeluk | 11   |        |
| DNF | 21 | Michael Ruben Rinaldi | Ducati       | 0      | Uitgevallen    | 15   |        |

## Supersport
| Pos | Nr  | Rijder                | Constructeur | Rondes | Tijd        | Grid | Punten |
| --- | --- | --------------------- | ------------ | ------ | ----------- | ---- | ------ |
| 1   | 11  | Sandro Cortese        | Yamaha       | 20     | 30:30.800   | 3    | 25     |
| 2   | 16  | Jules Cluzel          | Yamaha       | 20     | +1.377      | 1    | 20     |
| 3   | 3   | Raffaele De Rosa      | MV Agusta    | 20     | +2.676      | 6    | 16     |
| 4   | 21  | Randy Krummenacher    | Yamaha       | 20     | +4.618      | 4    | 13     |
| 5   | 144 | Lucas Mahias          | Yamaha       | 20     | +5.059      | 2    | 11     |
| 6   | 64  | Federico Caricasulo   | Yamaha       | 20     | +7.003      | 7    | 10     |
| 7   | 86  | Ayrton Badovini       | MV Agusta    | 20     | +14.685     | 9    | 9      |
| 8   | 36  | Thomas Gradinger      | Yamaha       | 20     | +16.315     | 11   | 8      |
| 9   | 32  | Sheridan Morais       | Kawasaki     | 20     | +24.345     | 10   | 7      |
| 10  | 96  | Andrew Irwin          | Honda        | 20     | +25.107     | 12   | 6      |
| 11  | 13  | Anthony West          | Kawasaki     | 20     | +27.825     | 15   | 5      |
| 12  | 84  | Loris Cresson         | Yamaha       | 20     | +29.708     | 14   | 4      |
| 13  | 111 | Kyle Smith            | Honda        | 20     | +32.683     | 13   | 3      |
| 14  | 38  | Hannes Soomer         | Honda        | 20     | +32.922     | 16   | 2      |
| 15  | 6   | Corentin Perolari     | Yamaha       | 20     | +33.389     | 20   | 1      |
| 16  | 81  | Luke Stapleford       | Yamaha       | 20     | +34.217     | 8    |        |
| 17  | 35  | Stefan Hill           | Triumph      | 20     | +45.174     | 27   |        |
| 18  | 22  | Eemeli Lahti          | Suzuki       | 20     | +51.162     | 19   |        |
| 19  | 15  | Alfonso Coppola       | Yamaha       | 20     | +55.775     | 22   |        |
| 20  | 77  | Wayne Tessels         | Kawasaki     | 20     | +59.715     | 24   |        |
| 21  | 65  | Michael Canducci      | Kawasaki     | 20     | +1:07.471   | 25   |        |
| 22  | 34  | Ezequiel Iturrioz     | Kawasaki     | 20     | +1:10.148   | 26   |        |
| DNF | 47  | Rob Hartog            | Kawasaki     | 14     | Ongeluk     | 17   |        |
| DNF | 78  | Hikari Okubo          | Kawasaki     | 4      | Ongeluk     | 5    |        |
| DNF | 74  | Jaimie van Sikkelerus | Honda        | 1      | Ongeluk     | 18   |        |
| DNF | 61  | Ryan Vickers          | Honda        | 1      | Ongeluk     | 21   |        |
| DNF | 10  | Nacho Calero          | Kawasaki     | 0      | Uitgevallen | 23   |        |

## Tussenstanden na wedstrijd

### Superbike
| Pos | Nr | Rijder               | Team     | Punten |
| --- | -- | -------------------- | -------- | ------ |
| 1   | 1  | Jonathan Rea         | Kawasaki | 245    |
| 2   | 7  | Chaz Davies          | Ducati   | 181    |
| 3   | 60 | Michael van der Mark | Yamaha   | 163    |
| 4   | 66 | Tom Sykes            | Kawasaki | 163    |
| 5   | 33 | Marco Melandri       | Ducati   | 136    |

### Supersport
| Pos | Nr  | Rijder              | Team   | Punten |
| --- | --- | ------------------- | ------ | ------ |
| 1   | 11  | Sandro Cortese      | Yamaha | 102    |
| 2   | 16  | Jules Cluzel        | Yamaha | 95     |
| 3   | 21  | Randy Krummenacher  | Yamaha | 94     |
| 4   | 144 | Lucas Mahias        | Yamaha | 90     |
| 5   | 64  | Federico Caricasulo | Yamaha | 79     |

1988 · 1989 · 1990 · 1991 · 1992 · 1993 · 1994 (I) · 1994 (II) · 1995 · 1996 · 1997 · 1998 · 1999 · 2000 · 2001 · 2007 · 2008 · 2009 · 2011 · 2012 · 2013 · 2014 · 2015 · 2016 · 2017 · 2018 · 2019 · 2021 · 2022 · 2023 · 2024 · 2025